# Chinú
Chinú ist eine Gemeinde (municipio) im Departamento Córdoba in Kolumbien.

## Geographie
Chinú liegt in der Subregion Sabanas in Córdoba auf einer Höhe von 100 m ü. NN, 94 km von Montería und 21 km von Sincelejo entfernt. Die Gemeinde grenzt im Norden an Sampués und El Roble im Departamento de Sucre, im Süden an Sahagún, im Westen an San Andrés de Sotavento und Ciénaga de Oro und im Osten an San Benito Abad, Caimito und La Unión in Sucre.

## Bevölkerung
Die Gemeinde Chinú hat 50.313 Einwohner, von denen 25.210 im städtischen Teil (cabecera municipal) der Gemeinde leben (Stand: 2019).

## Geschichte
Auf dem Gebiet des heutigen Chinú lebte vor der Ankunft der Spanier das indigene Volk der Zenú. Die erste spanische Expedition erreichte um 1500 die Region. In den Folgejahren bekämpften die Spanier die Zenú und zerstörten deren Kultur fast vollständig. Die wirtschaftlichen Aktivitäten der Spanier in der Region beschränkte sich zunächst auf die Suche nach Gold und vereinzelte Landgüter. Der Ort Chinú selbst war ein indigenes Dorf, das 1534 von Pedro und Alonso de Heredia entdeckt und neu gegründet wurde.

## Wirtschaft
Der wichtigste Wirtschaftszweig von Chinú ist die Landwirtschaft, wobei der Anbau von Yams und Sesam vorherrscht. Von wirtschaftlicher Bedeutung für die Gemeinde ist die Nähe zu Sincelejo, der Hauptstadt von Sucre, mit der ein reger Austausch besteht.